# Dosson
Dosson is een plaats (frazione) in de Italiaanse gemeente Casier.